# عملیات تابستان ۲۰۱۱ جبل الزاویه
عملیات تابستان ۲۰۱۱ جبل الزاویه درگیری بود که در فاز ابتدایی جنگ داخلی سوریه رخ داد.
۲۹ ژوئن ۲۰۱۱ ارتش سوریه عملیاتی را در روستایی به با جمعیتی حدود ۱۱ نفر به نام جبل الزاویه واقع در غرب استان ادلب آغاز کرد.
یکی از ساکنان این روستا می‌گوید در آن شب صدای انفجار شدیدی را از روستای رما واقع در غرب جاده حمات و حلب شنیده‌است.